# Riccia zachariae
Riccia zachariae là một loài rêu trong họ Ricciaceae. Loài này được Lorb. ex K. Müller mô tả khoa học đầu tiên năm 1941.